# Carl August Fischer (Komponist)
Carl August Fischer, auch Karl August Fischer (* 25. Juli 1828 in Ebersdorf bei Chemnitz; † 25. Dezember 1892 in Dresden) war ein deutscher Komponist und Organist.

## Leben
Carl August Fischer arbeitete als Organist an der Englischen und der St. Annenkirche, später der Dreikönigskirche in Dresden. Konzertreisen führten ihn u. a. nach Prag, London und Edinburgh. Er war laut Franz Liszt einer der herausragenden Organisten seiner Zeit.
Als Komponist trat er mit vier Sinfonien für Orgel und Orchester, einer Trias mit drei Orgelkonzerten (Weihnachten, Ostern, Pfingsten), Stücken für Violine bzw. Cello und Orgel sowie zwei Orgelsuiten in Erscheinung. Der Professor für Musikgeschichte Markus Rathey beschreibt Fischer als soliden Komponisten, der mit der Formensprache der romantischen Orgelsonate geschickt umzugehen wusste.
Sein Nachlass wird in der Sächsischen Landesbibliothek – Staats- und Universitätsbibliothek Dresden aufbewahrt.

## Werke (Auswahl)
- Drei Lieder für eine Singstimme mit Begleitung des Pianoforte op. 2., Praeger & Meier, Bremen, um 1884
- Die Ilse (Text: Heinrich Heine)
- Ich halte ihr die Augen zu, op. 10 (vier Lieder) no. 3 (Text: Heinrich Heine)
- Böser Traum, op. 11 (Lieder) no. 2 (Text: Heinrich Heine)
- Consolation, für Violoncello und Orgel, Hrsg.: Bernhard Päuler. Amadeus Verlag, Fichtenau 2000.
- Fantasie, op. 21 (CD: Sebastian Krause, Gabriele Wadewitz: Sonntagsposaunenstück – Romantische Musik für Posaune und Orgel. Audio-CD bei Raum Klang, 2000.)
- Pfingsten, Concert für die Orgel, op. 26, hrsg. von Andreas Rockstroh. Butz Musik-Verlag.
- Weihnachten, Concert für die Orgel
- Ostern, Concert für die Orgel
- Adagio in B-flat major. Hrsg. von Rudolph Palme (1834–1909) in:  Ritter-Album für die Orgel. R. Sulzer, Magdeburg [1880].
- „In memoriam“. Symphonie für Orchester und Orgel, op. 28 („Geschrieben in Erinnerung an Weimars Fürstengruft“)
- Symphonie für Orchester und Orgel, op. 30